# Iván Kovács
Iván Kovács (* 8. Februar 1970 in Budapest) ist ein ehemaliger ungarischer Degenfechter.

## Erfolge
Iván Kovács wurde 1998 in La Chaux-de-Fonds und 2001 in Nîmes mit der Mannschaft Weltmeister. Zudem gewann er mit ihr 1995 in Den Haag und 2007 in Sankt Petersburg Bronze. Im Einzel sicherte er sich 1991 in Budapest und 1993 in Essen ebenfalls jeweils Bronze. Bei Europameisterschaften blieb er mit der Mannschaft 1998 in Plowdiw, 2006 in Izmir und 2007 in Gent siegreich, in der Einzelkonkurrenz gewann er 1991 in Wien und 2006 in Izmir den Titel. Jeweils Vizeeuropameister wurde er 1995 in Keszthely im Einzel und 2008 in Kiew mit der Mannschaft, zudem gewann er 2002 in Moskau im Einzel und 2005 in Zalaegerszeg im Mannschaftswettbewerb Bronze.
Fünfmal nahm Kovács an Olympischen Spielen teil: 1992 schloss er in Barcelona die Einzelkonkurrenz auf dem achten Platz ab, während er mit der Mannschaft das Finale erreichte. Dieses verlor sie gegen Deutschland mit 4:8, sodass Kovács gemeinsam mit Krisztián Kulcsár, Gábor Totola, Ferenc Hegedűs und Ernő Kolczonay die Silbermedaille erhielt. Vier Jahre darauf belegte er in Atlanta Rang vier im Einzel sowie Rang sechs im Mannschaftswettbewerb, im Jahr 2000 in Sydney Rang 19 im Einzel und Rang sieben mit der Mannschaft. Bei den Olympischen Spielen 2004 in Athen zog er mit der Mannschaft erneut ins Finale ein, in dem die ungarische Equipe dieses Mal Frankreich mit 32:43 unterlag. Neben Kovács gewannen außerdem Gábor Boczkó, Géza Imre und Krisztián Kulcsár Silber. Seine fünften und letzten Olympischen Spiele 2008 in Peking beendete er in der Mannschaftskonkurrenz auf dem fünften Rang. Auf nationaler Ebene gewann er zwischen 1993 und 2005 im Einzel fünfmal die ungarische Meisterschaft.